# Афекан (кратер)
Афекан (лат. Afekan) — 115-километровый ударный кратер, находящийся на самом большом спутнике Сатурна — Титане. Является третьим по величине (на апрель 2015 года) ударным кратером на Титане.

## География и геология
Координаты кратера — 25°48′ с. ш. 200°18′ з. д. / 25,8° с. ш. 200,3° з. д.. Находится к северо-западу от светлой местности Дильмун. К северу от него расположен лабиринт Ричез, а к югу — 80-километровый ударный кратер Селк. Выбросами, образованными при ударе, покрыта в основном лишь окружающая местность кратера, его обод широко пронизан желобами. Дно кратера является ровным и содержит небольшой центральный пик, образовавшийся при ударе.
К настоящему времени космический аппарат «Кассини», находящийся на орбите Сатурна, исследует поверхность Титана, когда сближается с ним, благодаря этому удалось подтвердить наличие на его поверхности десяти крупных кратеров (на апрель 2015).
Плотная атмосфера Титана из азота препятствует образованию кратера диаметром меньше 20 км, потому что метеорит во время падения успевает сгореть в атмосфере, так и не достигнув поверхности. В 2007 году было заявлено, что в течение следующих семи лет «Кассини» будет проводить радиолокацию поверхности Титана, и выражена надежда на обнаружение новых кратеров в связи с картографированием около 50 % его поверхности.

## Эпоним
Кратер назван именем маорийской богини знаний и созидания Афекан. Это название было утверждено Международным астрономическим союзом в 2008 году.